# سینمای جهان

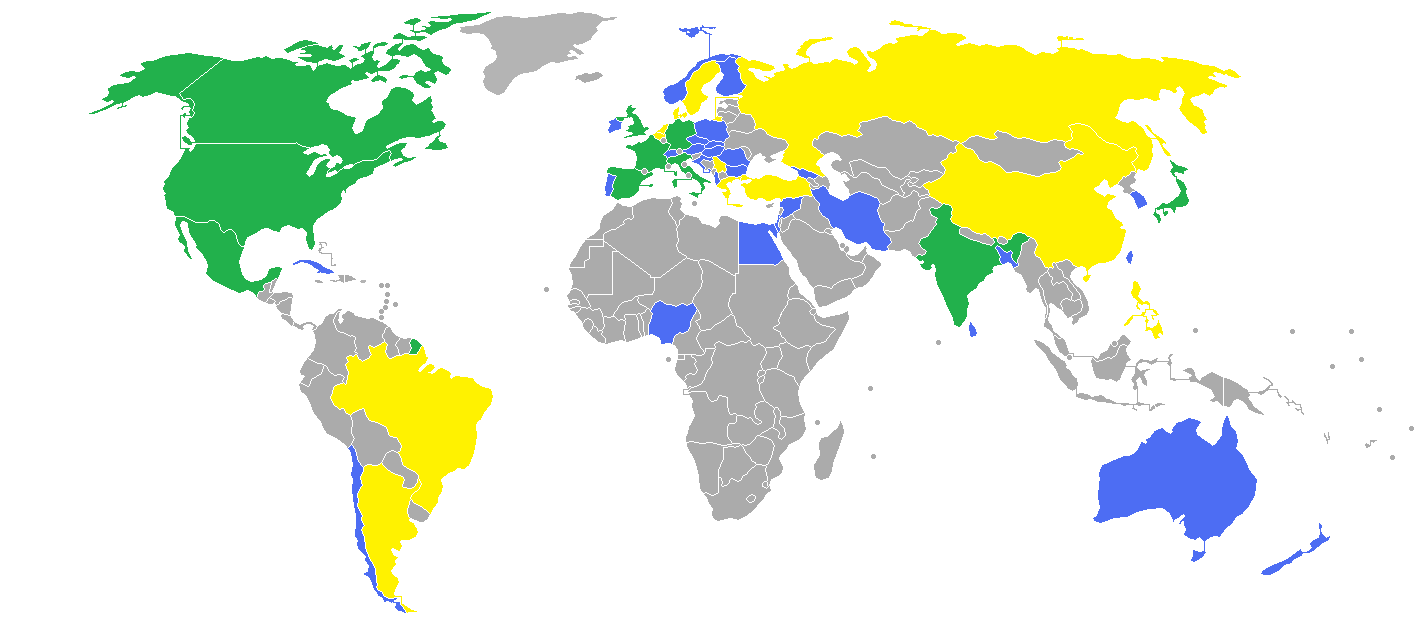
پربارترین سینماهای جهان بر اساس آی‌ام‌دی‌بی (در سال ۲۰۰۹)؛ بیشتر از ۱۰٬۰۰۰ عنوان (سبز)، بیشتر از ۵٬۰۰۰ (زرد)، بیشتر از ۱٬۰۰۰ (آبی)

سینمای جهان (انگلیسی: World cinema) اصطلاحی است که عمدتاً در دنیای انگلیسی‌زبان رایج است و به فیلم‌ها و صنایع فیلم‌سازی کشورهای غیرانگلیسی‌زبان اشاره دارد. از این رو بیشتر به جای اصطلاح «فیلم خارجی» استفاده می‌شود. با این‌همه، هر دو اصطلاح‌های «سینمای جهان» و «فیلم خارجی»، می‌توانند در هر کشوری، برای اشاره به فیلم‌هایی غیر از فیلم‌های خودشان، بدون توجه به زبان آن‌ها، استفاده شوند.